# Ardisia shweliensis
Ardisia shweliensis är en viveväxtart som beskrevs av William Wright Smith. Ardisia shweliensis ingår i släktet Ardisia och familjen viveväxter. Inga underarter finns listade i Catalogue of Life.